# Aeropuerto de Bruselas
El Aeropuerto de Bruselas-National (IATA: BRU, OACI: EBBR) (oficialmente Brussels-National, también conocido en flamenco: "Luchthaven Zaventem", o en francés: "Aéroport de Zaventem") es el único aeropuerto comercial de Bruselas y el principal aeropuerto de Bélgica por tráfico y operaciones.
A veces es conocido también como "Aeropuerto de Zaventem" o "Aeropuerto Internacional de Bruselas (Zaventem)", fue conocida en sus comienzos como "Brussel Nationaal/Bruxelles National" (Nacional Bruselas). El aeropuerto se emplaza en Zaventem, en Flandes, cerca de Bruselas, la capital de Bélgica. El aeropuerto es un centro de conexión de Brussels Airlines, European Air Transport Leipzig, y Singapore Airlines Cargo.

## Características

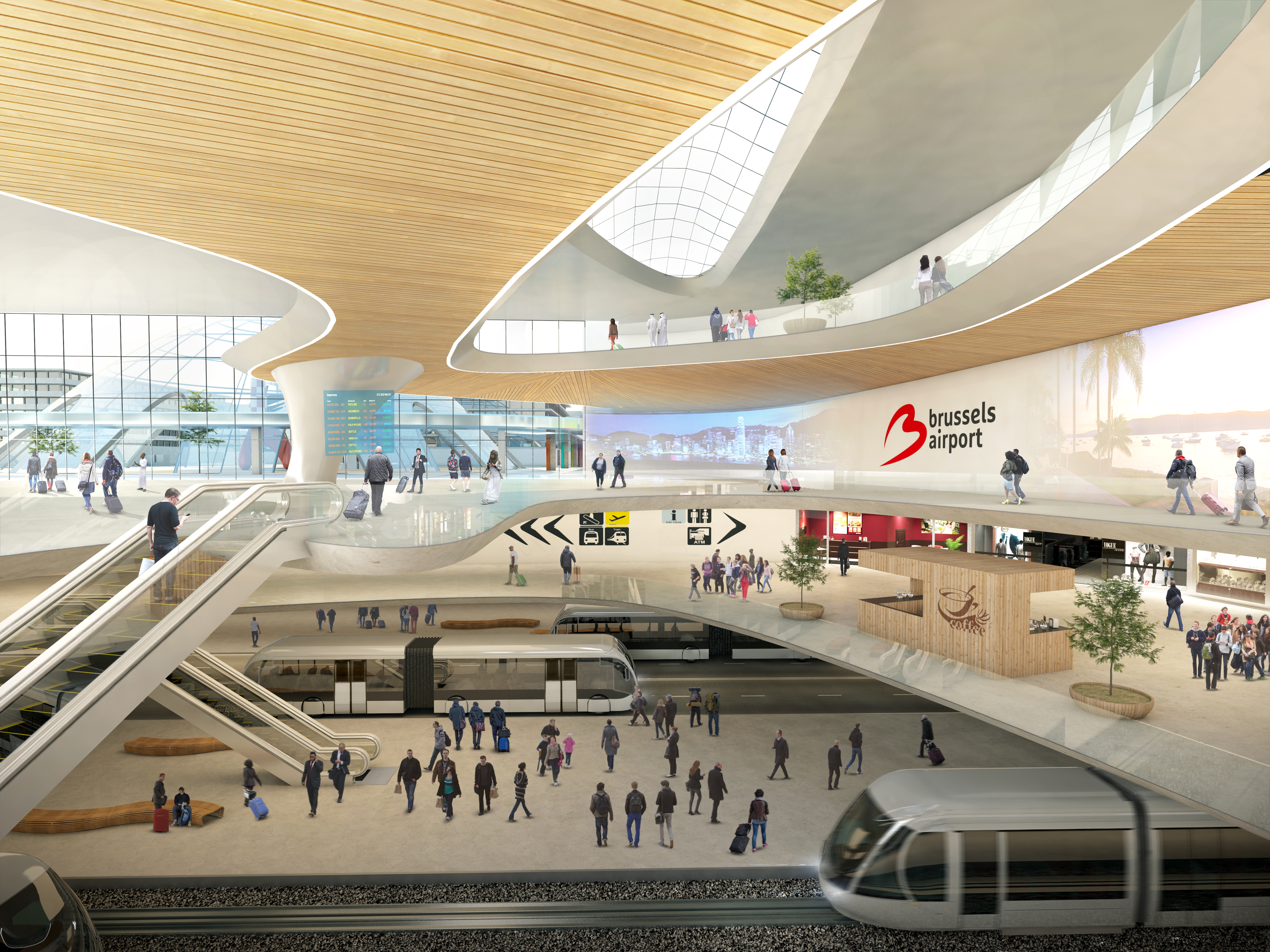
Brussels Airport Strategic Vision 2040

En el aeropuerto operan aproximadamente 260 compañías, las cuales en su conjunto, emplean de forma directa a 20.000 personas.
En el 2005, el aeropuerto fue premiado como el "Mejor aeropuerto de Europa" por ACI/IATA, según una encuesta llevada a cabo entre 100.000 pasajeros alrededor del mundo.
El aeropuerto recibió un eslogan oficial el 19 de octubre de 2006: "Brussels Airport, Welcome to Europe" ("Aeropuerto de Bruselas, Bienvenidos a Europa"). De acuerdo al operador del aeropuerto, sus principales características son: europea, bienvenida y eficiente.
La compañía que opera el aeropuerto es conocida como "The Brussels Airport Company N.V./S.A."; previo al 19 de octubre de 2006, su denominación fue BIAC (Brussels International Airport Company).

## Historia
El aeropuerto fue construido durante la Segunda Guerra Mundial por las fuerzas de ocupación nazi. Existe una leyenda urbana que sostiene que el aeropuerto en Zaventem fue escogido por los alemanes luego de consultar a los pobladores respecto al lugar donde construirlo -los belgas le propusieron la localización actual debido a que es una zona que habitualmente está cubierta de niebla.
Tras la ocupación, la Armada belga tomó el control del aeropuerto. Cuando el viejo aeropuerto civil en Harén se volvió demasiado pequeño, se decidió utilizar el terreno en Zaventem para el nuevo aeropuerto internacional. En 1948, el edificio de la nueva Terminal fue construido para reemplazar el viejo edificio de madera.
En 1955, se construyó una línea de tren que lo conecta con Bruselas. En abril de 1957, se inició la construcción de una nueva terminal, para preparar el aeropuerto para la Exposición Mundial de 1958. Durante el apogeo de la aviación comercial en las décadas de 1960 y 1970, varios hangares fueron construidos. Una nueva Terminal de Cargas se completó en 1976. En 1994, se construyó una terminal nueva adyacente a la Terminal de 1958. Dos viejos muelles fueron destruidos y reemplazados por otros más modernos. En el 2002, en medio de la confusión que envolvía a la desaparición de la aerolínea nacional Sabena, se inauguró un muelle nuevo. Este Muelle A está destinado a servir a los vuelos que operan en el área Schengen.
En el 2005, el aeropuerto fue utilizado por 16,2 millones de pasajeros, un aumento del 3,5% con respecto a 2004. El volumen de carga durante el mismo año alcanzó las 702.819 Tn, un incremento del 5,8% respecto a 2004.
La pérdida de Sabena significó una importante caída en el tráfico de pasajeros, y de la que el aeropuerto solo se está recuperando lentamente. El futuro del aeropuerto es incierto, debido a desacuerdos entre los gobiernos de Flandes y la Región de Bruselas-Capital con respecto al tráfico nocturno.
El aeropuerto cuenta con una estación ferroviaria subterránea que ofrece conexiones a las principales ciudades belgas y algunos destinos en países vecinos. Un enlace ferroviario directo entre el Aeropuerto y Lovaina y Lieja fue inaugurado el 12 de diciembre de 2005, y el 7 de junio de 2012 fue inaugurado el túnel ferroviario que permite una conexión directa con Malinas y Amberes.
El Aeropuerto de Bruselas es operado por The Brussels Airport Company, originalmente conocida como BIAC (Brussels International Airport Company), el cual fue creado por una ley belga que fusionó BATC con los departamentos de operación en tierra de RLW/RVA.

## Incidentes y accidentes
El único accidente importante en cercanías del aeropuerto fue la colisión de un Boeing 707 de Sabena el 15 de febrero de 1961. La aeronave se estrelló durante una aproximación, matando a los 72 pasajeros a bordo y un transeúnte.
El 29 de agosto de 1998, el tren de aterrizaje de un A340-211 (OO-SCW Vuelo SN542 Nueva York - Bruselas) de Sabena colapsó durante el aterrizaje. El estabilizador horizontal derecho fue destruido. EL 25 de mayo, un avión de carga de la compañía Kalitta Air se salió de la pista cuando estaba despegando. Afortunadamente los cinco miembros de la tripulación salieron ilesos por las rampas de evacuación del aparato, un Boeing 747.
El 22 de marzo de 2016, en el marco de una serie de ataques terroristas coordinados, se produjo una explosión en el Aeropuerto de Bruselas que, a las 10:15 GMT (11:15 en Bruselas) tenía confirmados 23 muertos y 35 heridos. A este suceso se le suman explosiones en estaciones de metro de la capital belga.

## Estadísticas
Ver fuente y consulta Wikidata.

## Aerolíneas y destinos

### Destinos internacionales
| Ciudades por países             | Nombre del aeropuerto                                   | Aerolíneas                                                                        |
| África                          | África                                                  | África                                                                            |
| ------------------------------- | ------------------------------------------------------- | --------------------------------------------------------------------------------- |
| Angola                          |                                                         |                                                                                   |
| Luanda                          | Aeropuerto Internacional Dr. Antonio Agostinho Neto     | Brussels Airlines                                                                 |
| Argelia                         |                                                         |                                                                                   |
| Argel                           | Aeropuerto Internacional Houari Boumedienne             | Air Algérie                                                                       |
| Oran                            | Aeropuerto de Orán Es Sénia                             | Air Algérie                                                                       |
| Benín                           |                                                         |                                                                                   |
| Cotonú                          | Aeropuerto de Cotonú                                    | Brussels Airlines                                                                 |
| Burkina Faso                    |                                                         |                                                                                   |
| Uagadugú                        | Aeropuerto de Uagadugú                                  | Brussels Airlines                                                                 |
| Burundi                         |                                                         |                                                                                   |
| Buyumbura                       | Aeropuerto de Buyumbura                                 | Brussels Airlines                                                                 |
| Camerún                         |                                                         |                                                                                   |
| Duala                           | Aeropuerto Internacional de Douala                      | Brussels Airlines                                                                 |
| Yaundé                          | Aeropuerto Internacional de Yaundé Nsimalen             | Brussels Airlines                                                                 |
| Costa de Marfil                 |                                                         |                                                                                   |
| Abiyán                          | Aeropuerto Internacional Félix Houphouët-Boigny         | Brussels Airlines                                                                 |
| Egipto                          |                                                         |                                                                                   |
| El Cairo                        | Aeropuerto Internacional de El Cairo                    | EgyptAir                                                                          |
| Hurgada                         | Aeropuerto Internacional de Hurghada                    | Brussels Airlines                                                                 |
| Etiopía                         |                                                         |                                                                                   |
| Adís Abeba                      | Aeropuerto Internacional Bole                           | Ethiopian                                                                         |
| Gambia                          |                                                         |                                                                                   |
| Banjul                          | Aeropuerto Internacional de Banjul                      | Brussels Airlines                                                                 |
| Ghana                           |                                                         |                                                                                   |
| Acra                            | Aeropuerto Internacional Kotoka                         | Brussels Airlines                                                                 |
| Guinea                          |                                                         |                                                                                   |
| Conakri                         | Aeropuerto Internacional Ahmed Sékou Touré              | Brussels Airlines                                                                 |
| Kenia                           |                                                         |                                                                                   |
| Nairobi                         | Aeropuerto Internacional Jomo Kenyatta                  | Brussels Airlines                                                                 |
| Liberia                         |                                                         |                                                                                   |
| Monrovia                        | Aeropuerto Internacional Roberts                        | Brussels Airlines                                                                 |
| Marruecos                       |                                                         |                                                                                   |
| Agadir                          | Aeropuerto de Agadir-Al Massira                         | Brussels Airlines / Royal Air Maroc                                               |
| Casablanca                      | Aeropuerto Internacional Mohámmed V                     | Air Arabia / Royal Air Maroc                                                      |
| Fez                             | Aeropuerto de Fez-Saïss                                 | Air Arabia Maroc                                                                  |
| Marrakech                       | Aeropuerto de Marrakech-Menara                          | Brussels Airlines / Royal Air Maroc / Ryanair                                     |
| Nador                           | Aeropuerto Internacional de Nador                       | Royal Air Maroc                                                                   |
| Rabat                           | Aeropuerto de Rabat-Salé                                | Royal Air Maroc                                                                   |
| Tánger                          | Aeropuerto de Tánger                                    | Royal Air Maroc                                                                   |
| Uchda                           | Aeropuerto de Uchda Angads                              | Air Arabia / Royal Air Maroc                                                      |
| República Democrática del Congo |                                                         |                                                                                   |
| Kinsasa                         | Aeropuerto de Kinsasa                                   | Brussels Airlines                                                                 |
| Ruanda                          |                                                         |                                                                                   |
| Kigali                          | Aeropuerto de Kigali                                    | Brussels Airlines / RwandAir                                                      |
| Sierra Leona                    |                                                         |                                                                                   |
| Freetown                        | Aeropuerto Internacional de Lungi                       | Brussels Airlines                                                                 |
| Senegal                         |                                                         |                                                                                   |
| Dakar                           | Aeropuerto Internacional Blaise Diagne                  | Brussels Airlines                                                                 |
| Togo                            |                                                         |                                                                                   |
| Lomé                            | Aeropuerto de Lomé-Tokoin                               | Brussels Airlines                                                                 |
| Túnez                           |                                                         |                                                                                   |
| Monastir                        | Aeropuerto Internacional de Monastir-Habib Bourguiba    | Tunisair                                                                          |
| Túnez                           | Aeropuerto Internacional de Túnez-Cartago               | Tunisair                                                                          |
| Yerba                           | Aeropuerto Internacional de Yerba-Zarzis                | Tunisair                                                                          |
| Uganda                          |                                                         |                                                                                   |
| Entebbe                         | Aeropuerto Internacional de Entebbe                     | Brussels Airlines                                                                 |
| Norteamérica                    |                                                         |                                                                                   |
| Canadá                          |                                                         |                                                                                   |
| Montreal                        | Aeropuerto Internacional Pierre Elliott Trudeau         | Air Canada                                                                        |
| Toronto                         | Aeropuerto Internacional Toronto Pearson                | Air Canada / Brussels Airlines                                                    |
| Estados Unidos                  |                                                         |                                                                                   |
| Atlanta                         | Aeropuerto Internacional Hartsfield-Jackson             | Delta Airlines                                                                    |
| Chicago                         | Aeropuerto Internacional O'Hare                         | United Airlines                                                                   |
| Newark                          | Aeropuerto Internacional Libertad de Newark             | United Airlines                                                                   |
| Nueva York                      | Aeropuerto Internacional John F. Kennedy                | Brussels Airlines / Delta Airlines / JetBlue Airways                              |
| Washington D.C                  | Aeropuerto Internacional Washington-Dulles              | Brussels Airlines / United Airlines                                               |
| México                          |                                                         |                                                                                   |
| Cancún                          | Aeropuerto Internacional de Cancún                      | TUI fly Belgium (Finaliza el 31 de octubre de 2025)                               |
| Centroamérica y El Caribe       |                                                         |                                                                                   |
| Curazao                         |                                                         |                                                                                   |
| Willemstad                      | Aeropuerto Internacional Hato                           | TUI fly Belgium (Finaliza el 1 de noviembre de 2025)                              |
| República Dominicana            |                                                         |                                                                                   |
| Punta Cana                      | Aeropuerto Internacional de Punta Cana                  | TUI fly Belgium (Finaliza el 30 de octubre de 2025)                               |
| Asia                            |                                                         |                                                                                   |
| Arabia Saudita                  |                                                         |                                                                                   |
| Riad                            | Aeropuerto Internacional Rey Khalid                     | Flynas                                                                            |
| Catar                           |                                                         |                                                                                   |
| Doha                            | Aeropuerto Internacional Hamad                          | Qatar Airways                                                                     |
| China                           |                                                         |                                                                                   |
| Pekín                           | Aeropuerto Internacional de Pekín-Daxing                | Hainan Airlines                                                                   |
| Shanghái                        | Aeropuerto Internacional de Pudong                      | Hainan Airlines                                                                   |
| Shenzhen                        | Aeropuerto Internacional de Shenzhen                    | Hainan Airlines                                                                   |
| EAU                             |                                                         |                                                                                   |
| Abu Dabi                        | Aeropuerto Internacional de Abu Dabi                    | Etihad Airways                                                                    |
| Dubái                           | Aeropuerto Internacional de Dubái                       | Emirates                                                                          |
| Hong Kong                       |                                                         |                                                                                   |
| Hong Kong                       | Aeropuerto Internacional de Hong Kong                   | Cathay Pacific                                                                    |
| Israel                          |                                                         |                                                                                   |
| Tel Aviv                        | Aeropuerto Internacional Ben Gurion                     | Brussels Airlines                                                                 |
| Japón                           |                                                         |                                                                                   |
| Tokio                           | Aeropuerto Internacional de Narita                      | All Nippon Airways                                                                |
| Líbano                          |                                                         |                                                                                   |
| Beirut                          | Aeropuerto Internacional Rafic Hariri                   | Middle East Airlines                                                              |
| Singapur                        |                                                         |                                                                                   |
| Singapur                        | Aeropuerto Internacional de Singapur                    | Singapore Airlines                                                                |
| Tailandia                       |                                                         |                                                                                   |
| Bangkok                         | Aeropuerto Internacional Suvarnabhumi                   | Thai Airways                                                                      |
| Turquía                         |                                                         |                                                                                   |
| Ankara                          | Aeropuerto Internacional Esenboğa                       | Pegasus Airlines / AJet                                                           |
| Antalya                         | Aeropuerto de Antalya                                   | Corendon Airlines / Freebird Airlines / SunExpress                                |
| Bodrum                          | Aeropuerto de Bodrum                                    | Corendon Airlines / Freebird Airlines / Pegasus Airlines                          |
| Dalaman                         | Aeropuerto de Dalaman                                   | Freebird Airlines / Pegasus Airlines                                              |
| Esmirna                         | Aeropuerto de Esmirna                                   | Corendon Airlines / Freebird Airlines / Pegasus Airlines                          |
| Estambul                        | Aeropuerto de Estambul                                  | Brussels Airlines / Pegasus Airlines / Turkish Airlines                           |
| Europa                          |                                                         |                                                                                   |
| Alemania                        |                                                         |                                                                                   |
| Berlín                          | Aeropuerto de Berlín-Brandeburgo Willy Brandt           | Brussels Airlines / Ryanair                                                       |
| Colonia/Bonn                    | Aeropuerto de Colonia-Bonn                              | Brussels Airlines                                                                 |
| Fráncfort del Meno              | Aeropuerto de Fráncfort del Meno                        | Brussels Airlines / Condor / Lufthansa                                            |
| Düsseldorf                      | Aeropuerto de Düsseldorf                                | Brussels Airlines                                                                 |
| Hamburgo                        | Aeropuerto de Hamburgo                                  | Brussels Airlines                                                                 |
| Hannover                        | Aeropuerto de Hannover                                  | Brussels Airlines                                                                 |
| Múnich                          | Aeropuerto de Múnich-Franz Josef Strauss                | Lufthansa                                                                         |
| Stuttgart                       | Aeropuerto de Stuttgart                                 | Lufthansa                                                                         |
| Austria                         |                                                         |                                                                                   |
| Viena                           | Aeropuerto Internacional de Viena                       | Austrian Airlines / Brussels Airlines                                             |
| Innsbruck                       | Aeropuerto de Innsbruck                                 | Transavia                                                                         |
| Bulgaria                        |                                                         |                                                                                   |
| Burgas                          | Aeropuerto de Burgas                                    | Bulgarian Air Charter                                                             |
| Sofía                           | Aeropuerto de Sofía                                     | Bulgaria Air                                                                      |
| Varna                           | Aeropuerto de Varna                                     | Bulgarian Air Charter                                                             |
| Croacia                         |                                                         |                                                                                   |
| Zagreb                          | Aeropuerto de Zagreb-Franjo Tuđman                      | Croatia Airlines                                                                  |
| Dinamarca                       |                                                         |                                                                                   |
| Billund                         | Aeropuerto de Billund                                   | British Airways                                                                   |
| Copenhague                      | Aeropuerto de Copenhague-Kastrup                        | Brussels Airlines / SAS                                                           |
| Eslovenia                       |                                                         |                                                                                   |
| Liubliana                       | Aeropuerto de Liubliana-Jože Pučnik                     | Brussels Airlines                                                                 |
| España                          |                                                         |                                                                                   |
| Alicante                        | Aeropuerto de Alicante-Elche Miguel Hernández           | TUI fly Belgium / Ryanair / Transavia / Vueling                                   |
| Almería                         | Aeropuerto de Almería                                   | TUI fly Belgium                                                                   |
| Barcelona                       | Aeropuerto Josep Tarradellas Barcelona-El Prat          | Brussels Airlines / Ryanair / Vueling                                             |
| Bilbao                          | Aeropuerto de Bilbao                                    | Brussels Airlines / Vueling                                                       |
| Fuerteventura                   | Aeropuerto de Fuerteventura                             | Brussels Airlines                                                                 |
| Ibiza                           | Aeropuerto de Ibiza                                     | Brussels Airlines / Ryanair / Transavia                                           |
| Jerez de la Frontera            | Aeropuerto de Jerez                                     | TUI fly Belgium                                                                   |
| Madrid                          | Aeropuerto de Madrid-Barajas                            | Air Europa / Brussels Airlines / Iberia L.A.E / Ryanair                           |
| Málaga                          | Aeropuerto de Málaga-Costa del Sol                      | Brussels Airlines / Ryanair / Vueling                                             |
| Palma de Mallorca               | Aeropuerto de Palma de Mallorca                         | Brussels Airlines / Ryanair / TUI fly Belgium                                     |
| Santiago de Compostela          | Aeropuerto de Santiago-Rosalía de Castro                | Vueling                                                                           |
| Sevilla                         | Aeropuerto de Sevilla                                   | Brussels Airlines / Vueling                                                       |
| Valencia                        | Aeropuerto de Valencia                                  | Brussels Airlines / Ryanair / TUI fly Belgium                                     |
| Finlandia                       |                                                         |                                                                                   |
| Helsinki                        | Aeropuerto de Helsinki-Vantaa                           | Finnair                                                                           |
| Francia                         |                                                         |                                                                                   |
| Ajaccio                         | Aeropuerto de Ajaccio-Napoleón Bonaparte                | TUI fly Belgium                                                                   |
| Estrasburgo                     | Aeropuerto de Estrasburgo                               | Brussels Airlines                                                                 |
| Lyon                            | Aeropuerto de Lyon-Saint Exupéry                        | Air France / Brussels Airlines / easyJet Europe                                   |
| Marsella                        | Aeropuerto de Marsella-Provenza                         | Brussels Airlines                                                                 |
| Niza                            | Aeropuerto Internacional de Niza-Costa Azul             | Brussels Airlines / easyJet Europe                                                |
| París                           | Aeropuerto de París-Charles de Gaulle                   | Air France / Brussels Airlines / TUI fly Belgium (Inicia el 4 de octubre de 2025) |
| Toulouse                        | Aeropuerto de Toulouse-Blagnac                          | Brussels Airlines                                                                 |
| Grecia                          |                                                         |                                                                                   |
| Atenas                          | Aeropuerto Internacional Eleftherios Venizelos          | Aegean Airlines / Brussels Airlines                                               |
| Heraclión                       | Aeropuerto Internacional de Heraclión-Nikos Kazantzakis | Transavia                                                                         |
| Zante                           | Aeropuerto Internacional de Zante                       | Transavia                                                                         |
| Hungría                         |                                                         |                                                                                   |
| Budapest                        | Aeropuerto de Budapest-Ferenc Liszt                     | Brussels Airlines                                                                 |
| Italia                          |                                                         |                                                                                   |
| Bolonia                         | Aeropuerto de Bolonia                                   | Brussels Airlines                                                                 |
| Catania                         | Aeropuerto de Catania-Fontanarossa                      | Brussels Airlines                                                                 |
| Florencia                       | Aeropuerto de Florencia                                 | Brussels Airlines                                                                 |
| Milán                           | Aeropuerto de Milán-Linate                              | Brussels Airlines / ITA Airways                                                   |
| Milán                           | Aeropuerto de Milán-Malpensa                            | Brussels Airlines / easyJet Europe                                                |
| Nápoles                         | Aeropuerto de Nápoles-Capodichino                       | Brussels Airlines                                                                 |
| Palermo                         | Aeropuerto de Palermo-Punta Raisi                       | Brussels Airlines                                                                 |
| Roma                            | Aeropuerto de Roma-Fiumicino                            | Brussels Airlines / ITA Airways / Ryanair                                         |
| Turín                           | Aeropuerto de Turín-Caselle                             | Brussels Airlines                                                                 |
| Venecia                         | Aeropuerto Internacional Marco Polo                     | Brussels Airlines                                                                 |
| Venecia                         | Aeropuerto de Treviso                                   | Ryanair                                                                           |
| Verona                          | Aeropuerto de Verona-Villafranca                        | Ryanair                                                                           |
| Irlanda                         |                                                         |                                                                                   |
| Dublín                          | Aeropuerto de Dublín                                    | Aer Lingus / Ryanair                                                              |
| Islandia                        |                                                         |                                                                                   |
| Reikiavik                       | Aeropuerto Internacional de Keflavik                    | Brussels Airlines / Icelandair / PLAY                                             |
| Letonia                         |                                                         |                                                                                   |
| Riga                            | Aeropuerto de Riga                                      | AirBaltic                                                                         |
| Lituania                        |                                                         |                                                                                   |
| Vilna                           | Aeropuerto Internacional de Vilna                       | Brussels Airlines                                                                 |
| Malta                           |                                                         |                                                                                   |
| Malta                           | Aeropuerto de Malta                                     | KM Malta Airlines                                                                 |
| Moldavia                        |                                                         |                                                                                   |
| Chisináu                        | Chisináu                                                | FlyOne                                                                            |
| Noruega                         |                                                         |                                                                                   |
| Oslo                            | Aeropuerto de Oslo-Gardermoen                           | Brussels Airlines / SAS                                                           |
| Países Bajos                    |                                                         |                                                                                   |
| Ámsterdam                       | Aeropuerto de Ámsterdam-Schiphol                        | KLM                                                                               |
| Polonia                         |                                                         |                                                                                   |
| Cracovia                        | Aeropuerto de Cracovia-Juan Pablo II                    | Brussels Airlines                                                                 |
| Varsovia                        | Aeropuerto Chopin de Varsovia                           | Brussels Airlines / LOT Polish Airlines                                           |
| Portugal                        |                                                         |                                                                                   |
| Faro                            | Aeropuerto de Faro                                      | Brussels Airlines / Transavia                                                     |
| Lisboa                          | Aeropuerto Humberto Delgado                             | Brussels Airlines / Ryanair / TAP Portugal                                        |
| Oporto                          | Aeropuerto Francisco Sá Carneiro                        | Brussels Airlines / Ryanair / TAP Portugal                                        |
| Reino Unido                     |                                                         |                                                                                   |
| Birmingham                      | Aeropuerto de Birmingham                                | Brussels Airlines (Finaliza el 24 de octubre de 2025)                             |
| Brístol                         | Aeropuerto de Brístol                                   | Brussels Airlines                                                                 |
| Londres                         | Aeropuerto de Londres-Heathrow                          | British Airways / Brussels Airlines                                               |
| Mánchester                      | Aeropuerto de Mánchester                                | Brussels Airlines                                                                 |
| Newcastle                       | Aeropuerto Internacional de Newcastle                   | Brussels Airlines                                                                 |
| República Checa                 |                                                         |                                                                                   |
| Praga                           | Aeropuerto Internacional de Ruzyně                      | Brussels Airlines                                                                 |
| Rumania                         |                                                         |                                                                                   |
| Bucarest                        | Aeropuerto Internacional de Bucarest-Henri Coandă       | TAROM                                                                             |
| Constanza                       | Aeropuerto Internacional Mihail Kogălniceanu            | TAROM                                                                             |
| Suecia                          |                                                         |                                                                                   |
| Estocolmo                       | Aeropuerto de Estocolmo-Arlanda                         | SAS                                                                               |
| Estocolmo                       | Aeropuerto de Estocolmo-Bromma                          | Brussels Airlines                                                                 |
| Gotemburgo                      | Aeropuerto de Gotemburgo-Landvetter                     | Brussels Airlines                                                                 |
| Suiza                           |                                                         |                                                                                   |
| Ginebra                         | Aeropuerto de Ginebra                                   | Brussels Airlines / easyJet Switzerland                                           |
| Zúrich                          | Aeropuerto de Zúrich                                    | Swiss                                                                             |

### Cargo
| Aerolíneas                                     | Destinos                                                                        |
| ---------------------------------------------- | ------------------------------------------------------------------------------- |
| Singapore Airlines                             | Bombay, Chicago O'Hare, Dallas-Fort Worth, Sharjah, Singapur, Hanói, Copenhague |
| Africa West Cargo                              | Lomé                                                                            |
| Air Algérie                                    | Argel                                                                           |
| Asiana Airlines                                | Anchorage, Londres Stansted, Nueva York-JFK, Seúl                               |
| Cathay Pacific                                 | Dubái, Hong Kong, Mánchester, Múnich, Estocolmo-Arlanda                         |
| Demavia Airlines                               | Kinsasa                                                                         |
| DHL operado por European Air Transport Leipzig | Leipzig                                                                         |
| EVA Air                                        | Delhi, Dubái, Londres-Heathrow, Taipéi                                          |
| Hong Kong Airlines                             | Delhi, Hong Kong                                                                |
| Korean Air                                     | Seúl, Tel Aviv                                                                  |
| Royal Air Maroc                                | Argel, Casablanca                                                               |
| Royal Jordanian                                | Argel, Amán                                                                     |
| Saudia                                         | Damman, Houston, Nueva York-JFK, Riad, Yida                                     |